# ویلهلم مائلو
ویلهلم مائلو (آلمانی: Wilhelm Mahlow؛ ۱۸ ژانویه ۱۹۱۴ – نامشخص) قایقران روئینگ اهل آلمان بود.
وی در مسابقات کشوری و بین‌المللی در مجموع برندهٔ ۱ مدال نقره، ۱ مدال برنز شده‌است.